# Цензор.нет
Цензор.НЕТ — український новинний суспільно-політичний сайт, заснований в 2004 році. Сайт є серед лідерів інтернет-ЗМІ України за відвідуваністю. Головний редактор — Юрій Бутусов, голова видання.

## Історія
Сайт створено 2004 року. У 2007 році він увійшов до складу медіахолдингу СПУ. Головний редактор, з моменту заснування інтернет-видання — журналіст Юрій Бутусов. Видання позиціонує себе як сайт «емоційних новин». Слоганом сайту є фраза головного редактора: «популярна політика з коментарями електорату».
Сайт висвітлює ключові події як в Україні, так і у світі. В період Революції гідності взимку 2013—2014 року щодня сайт читали більше, ніж 2 мільйони читачів, а в дні найдраматичніших подій, що відбувалися на Майдані Незалежності в Києві, кількість читачів перевищувала 3 млн[джерело?]. Середня добова відвідуваність сайту становить понад 500 тисяч відвідувачів на день[джерело?].
Середньодобова кількість новин в стрічці — понад 300[джерело?].
Матеріали публікуються українською і російською мовами, частина перекладається англійською та українською.

## Оцінки
У березні 2015 року Цензор. НЕТ було визнано найкращим інтернет-медіа року за версією загальнонаціональної програми «Людина року». Відповідну нагороду у палаці «Україна» на урочистій церемонії вручення премії «Людина року-2015» отримав головний редактор видання Юрій Бутусов.
Згідно з Інститутом масової інформації портал Цензор. НЕТ увійшов до «білого списку» українських медіа у 2020 році. Цей список включає медіа, які мають рівень якісної інформації понад 95 %.